# Opimia exilis
Opimia exilis är en kräftdjursart som beskrevs av C. B. Wilson 1908. Opimia exilis ingår i släktet Opimia och familjen Sphyriidae. Inga underarter finns listade i Catalogue of Life.